# Маланга, Жарзинью
Жарзинью Атаиде Адриано де Насименто Маланга (нем. Jarzinho Ataide Adriano de Nascimento Malanga; род. 10 июля 2006) — немецкий футболист, полузащитник клуба «Штутгарт».

## Клубная карьера
Маланга — воспитанник клубов «Мангейм», «Хоффенхайм» и «Штутгарт».

## Международная карьера
В 2023 году в составе юношеской сборной Германии Маланга выиграл юношеский чемпионат мира в Венгрии. На турнире он сыграл в матчах против команд Португалии, Шотландии, Польши и Франции.

## Достижения
Международные
 Германия (до 17)
- Победитель юношеского чемпионата Европы — 2023